# Smaug
Vous lisez un « bon article » labellisé en 2011.  Il fait partie d'un « bon thème ».
Pour l’article homonyme, voir Smaug (genre).
Smaug le Doré est un dragon appartenant au légendaire de l'écrivain britannique J. R. R. Tolkien et intervenant dans son roman Le Hobbit (1937), dont il est le principal antagoniste. À l'époque où se situe l'action du roman, il vit dans les salles de la Montagne Solitaire, (également connu sous son nom sindarin d'Erebor) en Terre du Milieu, dont il avait dans le passé chassé les anciens occupants, les Nains d'Erebor, pour s'approprier leurs richesses, après avoir détruit la ville de Dale, située au pied de cette montagne et peuplée par des Hommes. Inquiet du retour de Sauron en Terre du Milieu, le mage Gandalf s'interroge sur le rôle que pourrait jouer Smaug dans les plans de conquête de Sauron. C'est au même moment qu'il reçoit la visite du Nain Thorin venu chercher conseil afin de récupérer son héritage perdu. Gandalf propose d'arranger une rencontre entre la compagnie de Thorin et le hobbit Bilbo Baggins (également Bilbon Sacquet ou Bilbo Bessac). C'est ainsi que s'organise la Quête d'Erebor qui permettra de rendre aux Nains les trésors qui leur appartiennent, tout en libérant le nord du Rhovanion de l'influence du dragon. Malgré la mort de Thorin, la quête est un succès, Smaug étant abattu d'une flèche tirée par le capitaine Bard, lors de son assaut sur la ville d'Esgaroth, et le royaume Nain d'Erebor étant rétabli.
Smaug a été souvent rapproché par les critiques des dragons de la mythologie nordique. En effet Le Hobbit puise beaucoup de son inspiration à des œuvres issues de cette mythologie, notamment à Beowulf auquel J. R. R. Tolkien a consacré un travail universitaire. Selon cette approche, Smaug peut être interprété comme une figure de l'avarice.

## Caractéristiques

### Noms
Le nom Smaug est tiré du verbe germanique primitif smugan : « se glisser dans un trou », une étymologie que Tolkien qualifiait de « mauvaise blague de philologue ». Selon Tom Shippey, le nom Smaug pourrait avoir été tiré de la mystérieuse expression sm'eah-wyrm « penetrating worm » (lit. ver pénétrant) présente dans le Bald's Leechbook, un ouvrage anglo-saxon du Xe siècle, suggestion corroborée par la déclaration de Tolkien au journal The Observer, dans laquelle il précise que Smaug vient de l'expression wid smeogan wyrme, « against the penetrating worm » (lit. contre le ver pénétrant). Shippey ajoute que le nom fait plutôt référence à l'esprit qu'au physique du dragon car la signification de smeagan fait aussi référence à la ruse, un nom qui convient donc parfaitement à Smaug, « l'intelligence la plus sophistiquée dans Le Hobbit. »
De manière plus distante, Smaug est également lié au nom de la créature Sméagol, un dérivé du vieil anglais smygel « terrier, endroit dans lequel se glisser », dont Tolkien a également tiré smial, nom donné par les hobbits à leurs trous les plus luxueux. Smaug est censé représenter le nom Trâgu, qui a la même signification en langue de Dale, également en relation avec le nom authentique en westron de Sméagol : Trahald.

### Description
Smaug est un dragon ailé, de couleur rouge dorée. Il possède un sens olfactif très aigu, à tel point qu'il arrive à déterminer le nombre de membres de la compagnie, juste à l'odeur. Son poitrail est recouvert de gemmes et pierreries incrustées, sauf pour une petite partie au « creux du sein gauche qui est aussi dénudée qu'un escargot sans sa coquille ». Son armure dégage ainsi une lumière rouge et chaude.
Smaug est décrit comme « particulièrement avide, fort et méchant », « le plus puissant de son temps ». Dans le premier chapitre du Hobbit, on apprend que Smaug dépassait déjà les « cinq pieds de haut », alors qu'il n'était qu'un jeune dragon.

## Histoire
Smaug fait sa première apparition en l'an 2770 du Troisième Âge, sous le règne du roi Thrór. À cette époque, le royaume nain de l'Erebor vit dans l'opulence, les salles creusées au cœur du Mont Solitaire regorgeant « d'armures, de joyaux, de pierreries et de coupes ». Toute cette richesse était connue dans le pays, si bien que le dragon Smaug, avide, fort et méchant, « le plus puissant de son temps », finit par en entendre parler. Smaug vole alors depuis la Brande Desséchée jusqu'au Mont Solitaire, qu'il détruit. Il attaque la ville de Dale à flanc de montagne, tuant les personnes rencontrées sur son chemin. Thrór, son fils Thráin II et son petit-fils Thorin II Écu-de-Chêne réussissent néanmoins à s'échapper, ainsi que de nombreux nains, et vont s'installer dans les Ered Luin.

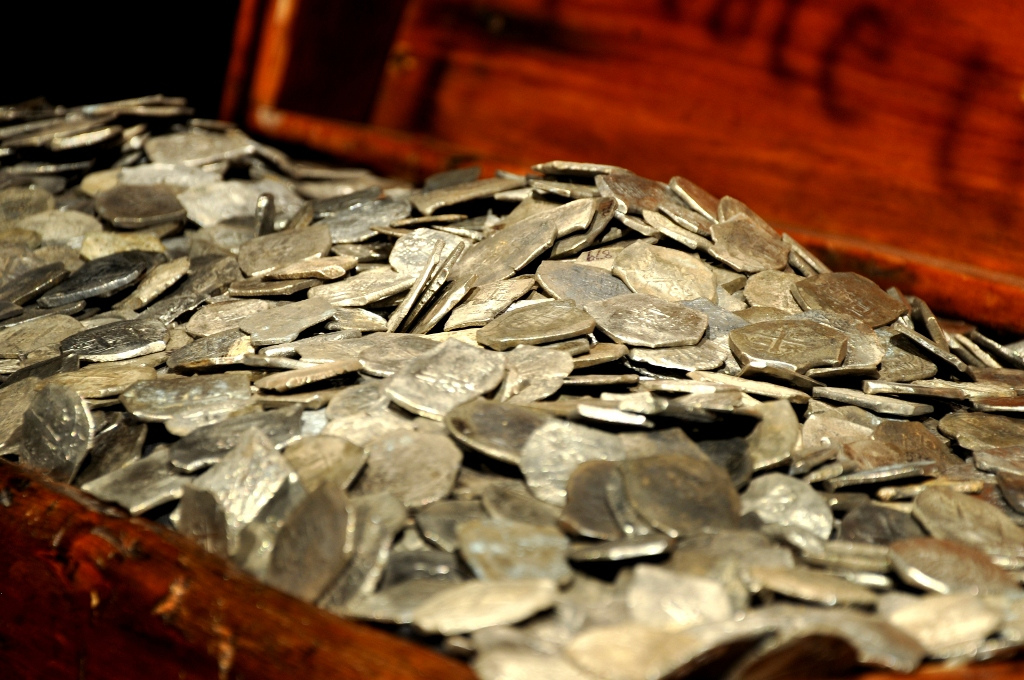
Les dragons de Tolkien convoitent l'or et les trésors plus que tout.

En 2841 T. A., Thráin II part seul, décidé à retourner en Erebor. En 2845, il est fait prisonnier dans la forteresse de Dol Guldur par Sauron, qui lui dérobe son anneau, le dernier des sept alloués aux seigneurs nains. Cinq années plus tard, Gandalf pénètre dans la forteresse, découvre Thráin mourant, et se voit confirmer que Sauron est de retour. Gandalf commence à craindre que celui-ci envoie des forces armées reprendre l'ancien Royaume d'Angmar par le nord et ainsi atteindre l'Eriador. Cette crainte se voit renforcée par l'absence de forces naines et humaines, détruites par Smaug, dans le nord du Rhovanion, forces qui auraient pu l'arrêter. Enfin, Gandalf craint d'autant plus Smaug que Sauron aurait pu l'utiliser comme allié dans la future guerre de l'Anneau. Il envisage donc un moyen de se débarrasser du dragon.
En mars 2941 T. A., Gandalf rencontre Thorin sur le chemin de la Comté à la hauteur de Bree. Thorin prend conseil auprès de Gandalf pour se venger de Smaug et récupérer son trône. Gandalf promet à Thorin de réfléchir à son problème, puis retourne en Comté. Là il retrouve Bilbo Baggins et découvre que celui-ci est désireux d'aventures. Gandalf met alors au point la quête de l'Erebor, réunissant Thorin et sa compagnie avec Bilbo, misant sur le fait que Smaug ne sait pas ce qu'est un hobbit.
La compagnie traverse la Terre du Milieu, et arrive finalement en Erebor à l'automne 2941. Après quelques recherches, ils découvrent une porte secrète ayant servi de sortie de secours au grand-père et au père de Thorin, lors de l'attaque du dragon. Le jour de Durin, qui correspond à la dernière lune d'automne, la porte secrète est révélée et les nains l'ouvrent. Bilbo est envoyé seul au cœur de la montagne. Plus il s'enfonce et plus il ressent une intense chaleur. Il entend un bruit qui se révèle être le dragon, dormant sur un tas de pierreries et richesses. Bilbo profite du sommeil de Smaug pour voler une coupe à deux anses puis remonte à l'air libre en courant. Il a juste le temps de retrouver les nains et de leur montrer son butin, que Smaug s'éveille et découvre le vol de la coupe. Enragé, il sort de la Montagne et s'envole dans l'idée d'attraper Bilbo. Smaug se perche sur le sommet du mont et déverse son feu sur ses flancs. Les nains et Bilbo ont à peine le temps de s'abriter dans le tunnel secret mais la porte est détruite et ils se trouvent piégés. Smaug, après cet accès de fureur, retrouve son tas d'or et se rendort à demi. Bilbo décide de redescendre dans l'antre de Smaug, espérant que celui-ci se soit endormi. Ayant passé son anneau d'invisibilité, il descend le tunnel. Malgré son invisibilité, Smaug sent Bilbo. Après un dialogue où Smaug tente d'en apprendre plus sur le hobbit et sur ses compagnons, Bilbo s'échappe, non sans avoir noté que Smaug possède une faille dans son armure, au niveau du poitrail, faille dont il informe les nains. Une grive qui suivait la compagnie, apprend également le point faible du dragon et s'envole alors vers Esgaroth. Smaug pour sa part, ressort hors de l'Erebor et tente d'ensevelir les nains en provoquant des éboulements sur le flanc de la montagne, avant de se diriger vers la ville lacustre de Long Lac (Esgaroth).
Les archers de Long Lac, voyant arriver Smaug, tentent de l'abattre, mais celui-ci est trop bien protégé par son armure de pierreries. Il enflamme et abat plusieurs demeures d'Esgaroth, avant que la grive qui suivait les nains alerte le capitaine Bard, héritier du trône de Dale, du point faible de Smaug. Celui-ci abat le dragon d'une flèche noire, héritée de sa famille, tirée dans le creux gauche du poitrail. Smaug s'écrase sur la ville d'Esgaroth provoquant un tourbillon et des bouillonnements dans l'eau. L'eau où gît Smaug est crainte par le peuple des alentours, ses os restent plusieurs siècles en l'état au milieu des ruines, et personne n'ose plus plonger à la recherche des pierreries de son armure.

## Création et évolution
J. R. R. Tolkien a déclaré ne pas se souvenir de la date exacte à laquelle il a commencé à écrire Bilbo le Hobbit, bien qu'il raconte dans une lettre de 1955 à W. H. Auden comment, un été où il était occupé à la correction de copies de littérature anglaise, il avait écrit sur une copie laissée blanche la première phrase de Bilbo le Hobbit : « Dans un trou vivait un hobbit », sans savoir d'où venait cette idée. Michael Tolkien, deuxième fils de l'auteur, suggère l'année 1929 comme début de rédaction du roman : quelques-uns de ses propres écrits, datant de cette période, sont clairement inspirés de Bilbo le Hobbit, roman que son père lisait à ses fils au cours de son élaboration. Néanmoins, John D. Rateliff, dans The History of the Hobbit, suggère que la rédaction du récit n'a pas débuté avant l'été 1930. Dans le tout premier brouillon du Hobbit, The Fragment of Pryftan, le dragon apparaît pour la première fois sous le nom de Pryftan. Le nom Smaug n'apparaît que dans la révision de ce chapitre intitulé The Adventure Continues datant de la seconde phase d'écriture du Hobbit. Tolkien corrige alors les occurrences du nom Pryftan dans les chapitres précédents.
Pendant longtemps, Tolkien reste indécis sur le devenir du dragon. Ainsi, dans un brouillon, il envisage que Smaug soit tué dans son sommeil par Bilbo, pour finalement se fixer sur la mort durant la bataille du Lac. Dans ce même brouillon on trouve, pour la première fois, la référence à la couleur rouge dorée de Smaug.

## Critique et analyse
Smaug est « un bon Dragon occidental ». Il présente donc des liens avec les dragons de la littérature nordique. Douglas A. Anderson remarque ainsi qu'il meurt blessé au ventre, comme le dragon de la Völsunga saga, Fáfnir, et celui de Beowulf. Le dialogue entre Bilbo et Smaug, lors de leur rencontre, où Bilbo refuse de donner son vrai nom, est un rappel de la conversation entre Sigurd et Fáfnir. Cet échange rappelle également le dialogue entre Ernest et le crapaud géant dans la nouvelle Ernest d'Edward Knatchbull-Hugessen, publiée en 1869 dans Stories for My Children.
Tolkien remarque cependant, dans une interview à la radio en 1965, que « Fafnir est un humain ou un être humanoïde qui a pris cette forme, tandis que Smaug est juste un lézard purement intelligent. » Cependant malgré l'intelligence de Smaug, celui-ci n'est rien comparé au Nécromancien et cette différence est à l'image de la différence entre la légèreté de Bilbo le Hobbit et le sérieux de sa suite, Le Seigneur des anneaux. Comparé à Glaurung, Smaug « est tout aussi dangereux et tout aussi capable de créer la désolation » mais ne possède pas la même majesté que celui-ci. La principale différence qu'il a avec ce dernier est sa liberté d'action. À l'inverse de Glaurung, qui est dépendant de Morgoth, Smaug est un « agent libre » qui ne rend de compte à aucun maître. Il est plus proche du Dragon Blanc de la Lune présent dans Roverandom, notamment dans le caractère.
Le lien avec Beowulf est accentué par la scène où Bilbo vole une coupe sur le tas d'or de Smaug, qui rappelle directement une scène similaire dans Beowulf. Lorsque Tolkien est interrogé à ce sujet, il répond :

« Beowulf fait partie des sources que j’estime le plus, bien qu'il n’ait pas été consciemment présent à mon esprit tandis que j'écrivais, et l'épisode du vol s'est présenté naturellement (et presque inévitablement) au vu des circonstances. Il est difficile d'envisager une quelconque autre façon de poursuivre l'histoire à ce moment-là. J'aime à penser que l'auteur de Beowulf dirait à peu près la même chose. »

— J. R. R. Tolkien, lettre au rédacteur en chef de l’Observer
Smaug reflète donc par de nombreux points le dragon de Beowulf et Tolkien l'utilise pour mettre en pratique certaines théories littéraires qu’il a développées autour du portrait du dragon dans le poème anglo-saxon, dotant la créature d’une intelligence bestiale au-delà de son rôle purement symbolique. Selon Jane Chance, Smaug exprime « le péché spirituel », au travers de son orgueil et son avarice. L'avarice de Smaug transparaît également au travers du « bewilderment », le pouvoir corrupteur du trésor sur les nains, et notamment sur Thorin qui refuse le partage du trésor.
Smaug incarne également le rôle du tentateur à l'image du serpent du péché originel de la Bible, qui tente Adam et Ève. Il est également rapproché du Léviathan, ce monstre marin décrit dans le Livre de Job de la Bible de Jérusalem, que Tolkien connaissait bien pour avoir participé à sa traduction anglaise depuis l'hébreu.
Smaug le dragon et ses réserves d’or peuvent être envisagés comme un reflet des relations traditionnelles entre le mal et la métallurgie, comme les réunit la description du Pandémonium dans Le Paradis perdu de John Milton. Selon Ross Smith, Smaug dialogue « avec le charme et l'esprit (et l'accent que le lecteur imagine) d'un membre instruit de la classe supérieure britannique » mais surtout avec « la politesse agressive caractéristique » de cette classe.

## Adaptations et héritages

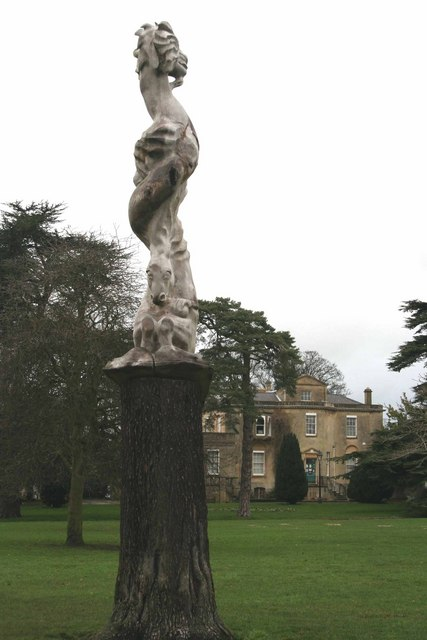
Statue à Bury Knowle Park (Oxford) représentant Smaug et deux personnages du Monde de Narnia de C. S. Lewis.

Tolkien a illustré de nombreuses fois Smaug. Un de ses dessins, en couleur, intitulé Conversations with Smaug, illustre la rencontre entre Bilbo et le dragon. L'illustration paraît en 1937, dans la deuxième impression anglaise de la première édition du Hobbit et en 1938 dans l'édition américaine, où le monogramme de Tolkien est supprimé du dessin. Dans ces deux éditions, le titre imprimé est « O Smaug the Chiefest and Greatest of Calamities ».
En 1973, dans The J. R. R. Tolkien Calendar, on trouve l'illustration La mort de Smaug (Death of Smaug) qui présente le dragon percé de la flèche noire, au-dessus d'Esgaroth,. Ce dessin avait déjà servi à illustrer la couverture de l'édition paperback anglaise de 1966, malgré les réticences de Tolkien vis-à-vis de son utilisation. Selon ses propres dires, cette esquisse aurait été faite en 1936, pour la première édition du Hobbit.
Smaug est également représenté sur la carte des Terres Sauvages qui orne le roman de Bilbo le Hobbit depuis 1937, et publiée, ainsi qu'une version antérieure, dans Artiste et Illustrateur. Un poster colorisé par H. E. Riddett est paru en 1979. Sur ces cartes, la représentation de Smaug est très ressemblante à celle du Dragon Blanc de la Lune de Roverandom. Smaug fait également une apparition dans l'illustration de la lettre du père Noël de l'année 1932, où il est dessiné sur le mur de la caverne des gobelins.
Smaug a aussi inspiré d'autres illustrateurs, comme John Howe. Ainsi, en 1985, pour le calendrier anniversaire des 50 ans de Bilbo le Hobbit, John Howe illustre La Mort de Smaug puis en 1990, se voit commander une illustration de Smaug le Doré pour orner la couverture du roman.
Dans The Hobbit, l'adaptation en dessin animé de 1977 de Bilbo le Hobbit, Smaug est doublé par Richard Boone, tandis que dans l'adaptation radiophonique The Hobbit de 1978, il s'agit de Francis de Wolff. James Horan lui prête sa voix dans le jeu vidéo Bilbo le Hobbit, sorti en 2003.
Dans l'adaptation cinématographique de Peter Jackson (2012-2014), c'est l'acteur britannique Benedict Cumberbatch qui a été engagé pour incarner et interpréter la voix du dragon. Cela dit, ce dernier est, dans l'adaptation cinématographique, au sens strict, une "vouivre" car il ne possède pas de pattes antérieures, à l'instar d'une chauve-souris, celles-ci sont remplacées par des ailes munies de griffes.
En 1964, Carey Blyton, un compositeur anglais, adapte The Hobbit sous forme d'une ouverture de concert, avec la permission enthousiaste de Tolkien. Smaug y est représenté par « de brusques accords tutti et de glissando de trombone, et sa mort doit être immédiatement reconnaissable sous la forme de pincement de cordes pizzicati alors que la flèche fatale est tirée, suivi par plus de souffrances dans les cuivres et d'un pizzicato descendant dans les cordes. »
Smaug a donné son nom à un logiciel d'analyse astrophysique permettant la reconstruction des distributions spatiales de l'hydrogène, la température, et l'abondance de métaux dans des amas de galaxies, et à une espèce de pseudoscorpions découverte en 2023 : Progarypus smaugi.